# Chinese Billiards and Snooker Association
La Chinese Billiards and Snooker Association (CBSA) est l'association chinoise régissant le billard anglais et le snooker professionnel en Chine.

## Histoire
Elle a été fondée en 1986 à Pékin et a connu un succès croissant dans les années 2000 avec l'émergnce au plus haut niveau de Ding Junhui qui fût brièvement numéro un mondial lors de la saison 2014-2015 de snooker. En 2019, 50 millions de joueurs étaient recensés, après avoir atteint un pic à 70-80 millions précédemment.

## Compétitions
Les trois principales disciplines et évènements régis par cette association sont le championnat professionnel chinois de snooker ainsi que les épreuves de billard américain à 8 et 9 boules.